# John Russell Pope

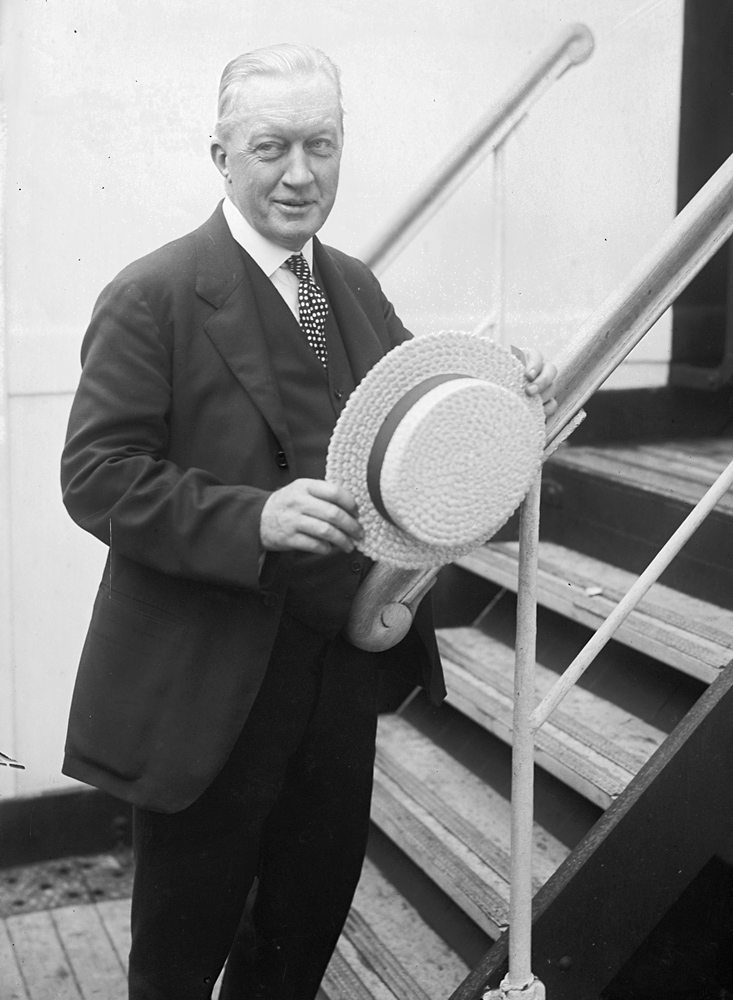
John Russell Pope

John Russell Pope (New York, 24 april 1874 - aldaar, 27 augustus 1937) was een Amerikaans architect die onder meer de National Gallery of Art en het Jefferson Memorial in Washington ontwierp.
Pope studeerde architectuur aan de Columbia-universiteit en de Amerikaanse Academie te Rome. In 1896 studeerde hij tevens aan de École des Beaux Arts te Parijs vooraleer in 1900 naar de VS terug te keren. Hij ontwierp gebouwen in zowel de gotische als in de georgiaanse en klassieke stijlen.
- Bibliothèque nationale de France: cb123374998 (data)
- Gemeinsame Normdatei: 120871521
- International Standard Name Identifier: 0000 0000 8501 1366
- Library of Congress Control Number: n82156931
- National Archives and Records Administration: 10569122
- Nationale bibliotheek van Australië: 35493478
- Nationale Bibliotheek van Israël: 987007429428205171
- Nederlandse Thesaurus van Auteursnamen: 173801862
- RKD-Nederlands Instituut voor Kunstgeschiedenis: 324619
- SNAC: w63j3c0z
- Système universitaire de documentation: 032323166
- Trove: 973124
- Union List of Artist Names: 500126218
- Virtual International Authority File: 107640167
- WorldCat: E39PBJmph9mgh6hgFVfHXQ6HYP